# Circondario di Landsberg am Lech
Il circondario di Landsberg am Lech è uno dei circondari dello stato tedesco della Baviera.
Fa parte del distretto governativo dell'Alta Baviera.

## Città e comuni
(Abitanti il 31 dicembre 2023)
| Comuni del circondario | Comuni 1. Landsberg am Lech, (grande città circondariale) (29 739) | Comuni 1. Apfeldorf (1 254) 2. Denklingen (2 934) 3. Dießen a.Ammersee (10 596) 4. Eching a.Ammersee (1 700) 5. Egling a.d.Paar (2 451) 6. Eresing (2 043) 7. Finning (1 986) 8. Fuchstal (4 230) 9. Geltendorf (6 005) 10. Greifenberg (2 250) 11. Hofstetten (1 932) 12. Hurlach (2 049) 13. Igling (2 583) 14. Kaufering (10 508) 15. Kinsau (1 050) 16. Obermeitingen (1 781) 17. Penzing (4 305) 18. Prittriching (2 672) 19. Pürgen (3 661) 20. Reichling (1 711) 21. Rott (1 763) 22. Scheuring (1 967) 23. Schondorf a.Ammersee (4 137) 24. Schwifting (1 027) 25. Thaining (1 103) 26. Unterdießen (1 488) 27. Utting am Ammersee (4 725) 28. Vilgertshofen (2 769) 29. Weil (4 018) 30. Windach (3 874) |